# Warquignies
Warquignies – dzielnica (section) gminy Colfontaine w Belgii, w Regionie Walońskim, w prowincji Hainaut, w okręgu Mons. 1 stycznia 2020 roku liczyła 978 mieszkańców. Do 31 grudnia 1976 samodzielna gmina. Leży w zagłębiu górniczym Borinage.

## Demografia
Liczba mieszkańców, stan na 1 stycznia:
| Rok                | 1930 | 1947 | 1961 | 2020 |
| ------------------ | ---- | ---- | ---- | ---- |
| Liczba mieszkańców | 1085 | 1002 | 882  | 978  |